# Johan Frisosluis
De Johan Frisosluis is een schutsluis in Stavoren. 
De sluis met brug uit 1966 vormt de verbinding tussen het Johan Frisokanaal en het IJsselmeer. Op het oude bedieningsgebouw bij de sluis stond een windwijzer met een vis en een gouden ring, als een verwijzing naar de legende van het Vrouwtje van Stavoren. In de zomermaanden verwerkt de sluis uit 1966 veel vaartuigen en daardoor liep de wachttijd soms op tot twee uur. Om deze reden is de capaciteit in 2013/2014 door een tweede sluis naast de bestaande sluis uitgebreid. Op 8 mei 2014 is de tweede sluis door koning Willem-Alexander officieel geopend. De nieuwe sluiskolk heeft een schutlengte van 65 meter.
Bij dagjesmensen is de sluis met de vele schepen een bezienswaardigheid. De andere sluis in Stavoren is de voormalige zeesluis. Ten zuiden van de sluis ligt het J.L. Hooglandgemaal, dat in hetzelfde jaar gereed kwam.

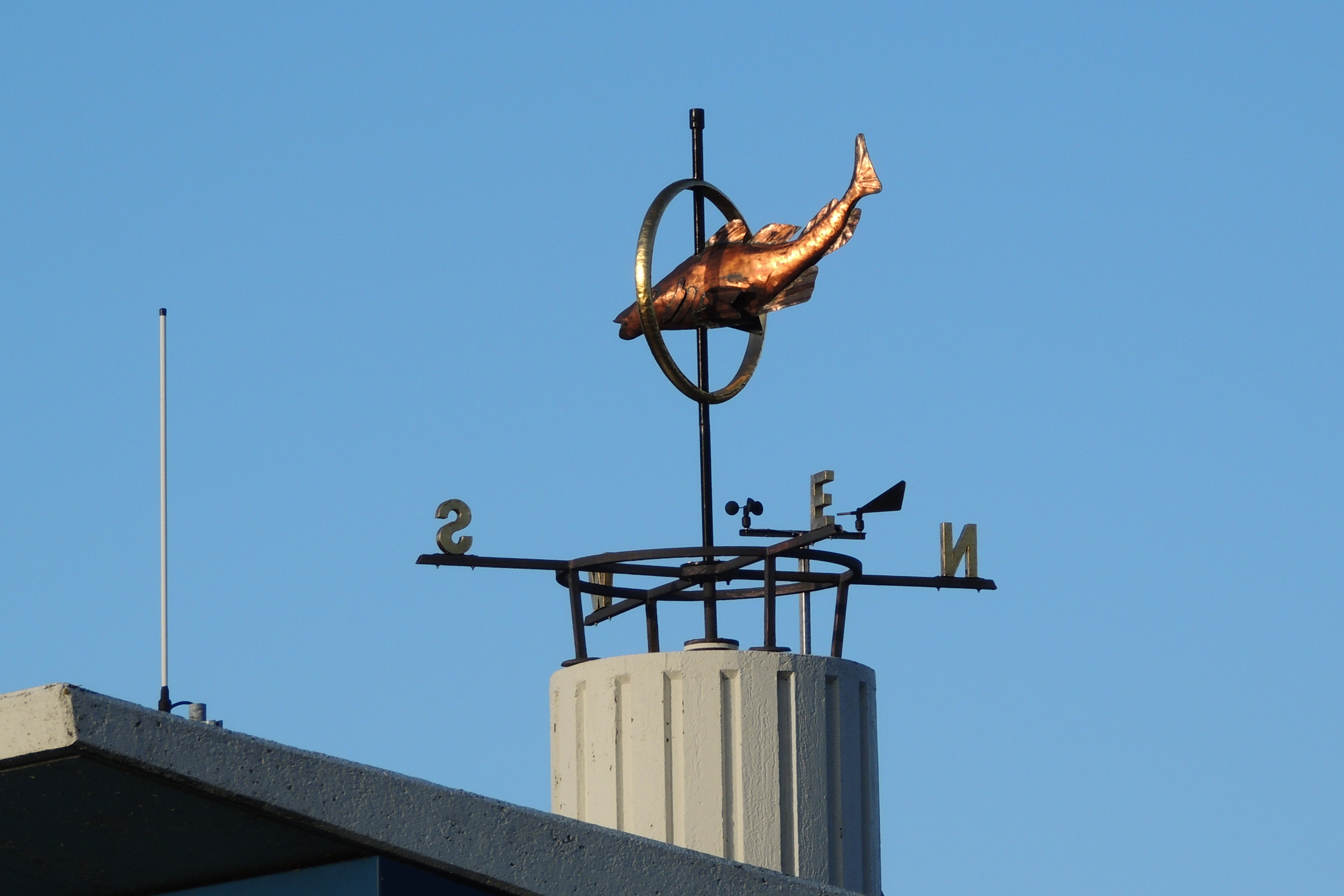
Windwijzer met vis en gouden ring op het oude bedieningsgebouw
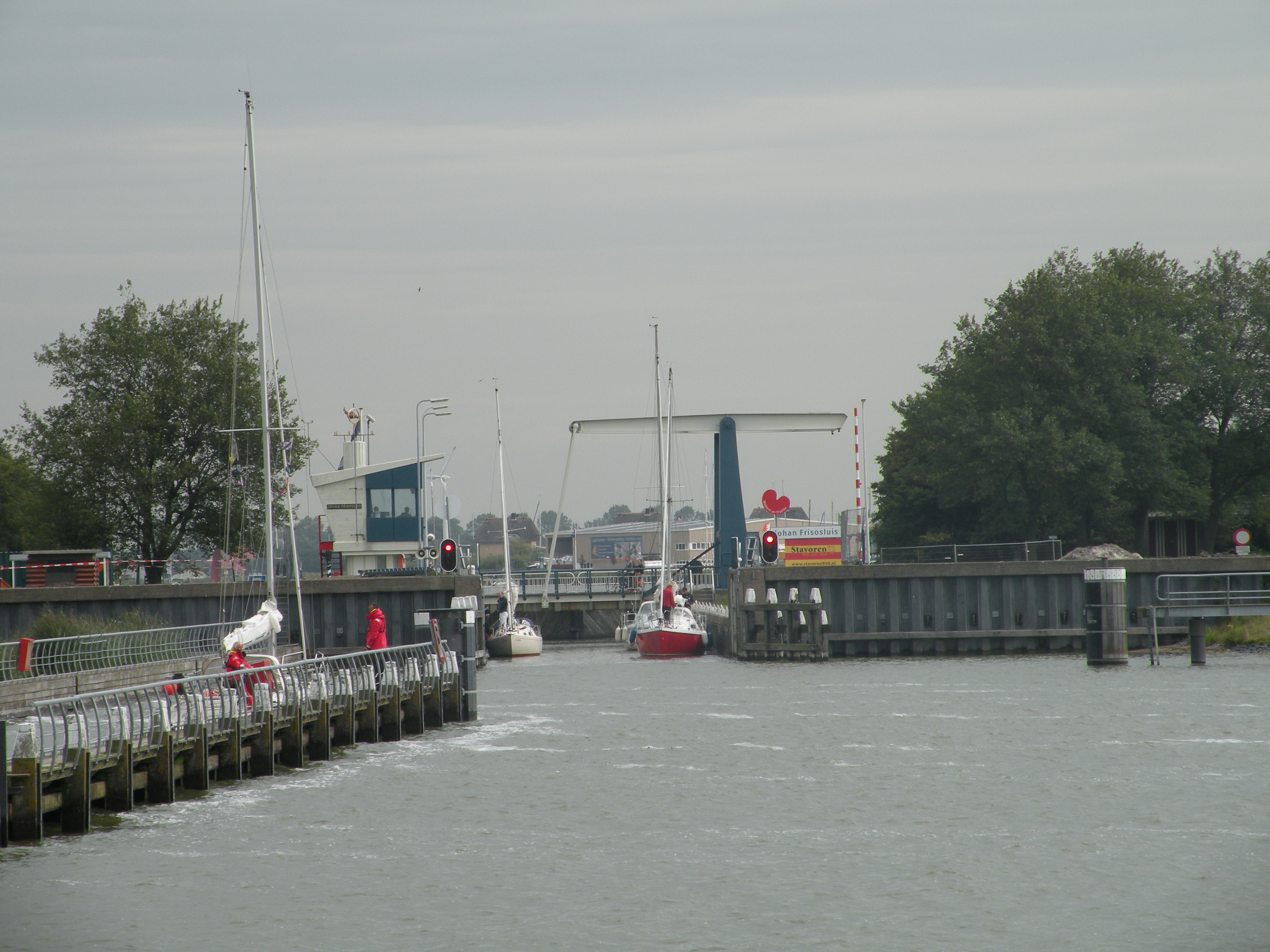
Oude sluis en brug in 2011